# Isachne swaminathanii
Isachne swaminathanii är en gräsart som beskrevs av V.Prakash och Sudhanshu Kumar Jain. Isachne swaminathanii ingår i släktet Isachne och familjen gräs. IUCN kategoriserar arten globalt som starkt hotad. Inga underarter finns listade i Catalogue of Life.